# Paolo Dal Soglio
Paolo Dal Soglio (Schio, 29 luglio 1970) è un allenatore di atletica leggera ed ex pesista italiano, ventisei volte campione nazionale.
In carriera ha ottenuto buoni successi internazionali, tra i quali spicca la medaglia d'oro agli europei indoor di Stoccolma 1996. Ha un primato personale di 21,23 m, risultato che lo piazza al 91º posto nella graduatoria mondiale di tutti i tempi. Allena i pesisti Zane Weir e Leonardo Fabbri.

## Biografia
In carriera ha vinto 26 titoli italiani nel getto del peso (12 outdoor e 14 indoor), un titolo europeo indoor nel 1996, 3 edizioni della Coppa Europa (1994, 1996, 2000), una Coppa Europa indoor nel 1996, un titolo ai Giochi del Mediterraneo del 1993 ed ha collezionato ben 59 presenze in Nazionale.

### Gli inizi (1981-1991)
La sua passione per il getto del peso comincia ai tempi della scuola e precisamente nel 1981.
Inizialmente la vive come un'attività ludica poi, dal 1983, trasforma la passione in agonismo. Ad allenarlo, allora come tutt'oggi, c'è Aldo Pedron.
Nel 1984 cominciano ad arrivare le prime soddisfazioni con la vittoria dei Giochi della Gioventù a livello nazionale.
Dopo qualche anno, precisamente nel 1988, entra nel centro sportivo dell'Arma dei Carabinieri di cui fa ancora parte.
Nel 1989 stabilisce i record italiani juniores sia outdoor che indoor lanciando il peso da 7,260 kg ad una distanza di 18,23 m all'aperto e a 17,69 m al coperto.
Poco dopo, ai campionati europei juniores di Varaždin, raggiunge la sesta posizione con un lancio a 17,82 metri.

### I primi successi internazionali (1992-1995)
Nel 1992 inizierà ad utilizzare la tecnica rotatoria abbandonando la traslocazione lineare.
A marzo partecipa ai campionati europei indoor di Genova debuttando così in un campionato internazionale a livello assoluto.
In questa occasione raggiunge anche la finale concludendo in dodicesima posizione con un lancio a 18,12 metri.
Nella stagione 1993 al coperto, per la prima volta supera i 20 metri raggiungendo, il 10 febbraio, la misura di 20,65 m.
Poco dopo prese parte ai campionati mondiali indoor di Toronto dove raggiunse ancora la finale concludendo in quinta posizione con un lancio a 19,74 m.
Nel corso della stagione all'aperto, nel mese di giugno, per la prima volta rappresentò l'Italia in Coppa Europa vincendo un argento.
Pochi giorni e riuscì a conquistare prima un oro ai Giochi del Mediterraneo e poi un argento alle Universiadi di Buffalo.
Il 20 agosto prese parte ai campionati del mondo di Stoccarda.
Nel turno di qualificazione non riuscì però a lanciare oltre alla misura di 18,68 restando così lontano dalla possibile qualificazione alla finale.
Nella stagione 1994, dopo aver vinto il suo primo titolo nazionale al coperto, prese parte ai campionati europei indoor tenutisi quell'anno a Parigi concludendo sesto con un lancio a 19,62 metri.
Nel mese di giugno trionfò per la prima volta in Coppa Europa lanciando a 19,69 metri.
Il 12 agosto dello stesso anno partecipò anche ai campionati europei di Helsinki superando il turno di qualificazione riuscendo a raggiungere l'ottava posizione in finale con 19,15 metri.
Sul finire della stagione fu chiamato per la prima volta a partecipare alla IAAF Grand Prix Final dove concluse settimo.
Nel 1995 ai campionati mondiali indoor, ha raggiunse il settimo posto grazie ad un lancio a 19,44 metri.
Dopo aver vinto il suo secondo titolo nazionale all'aperto e aver concluso terzo in Coppa Europa, l'8 agosto prese parte ai campionati mondiali di Göteborg.
Giunto in finale non riuscì però ad andare oltre al nono posto.

### Il grande anno (1996)

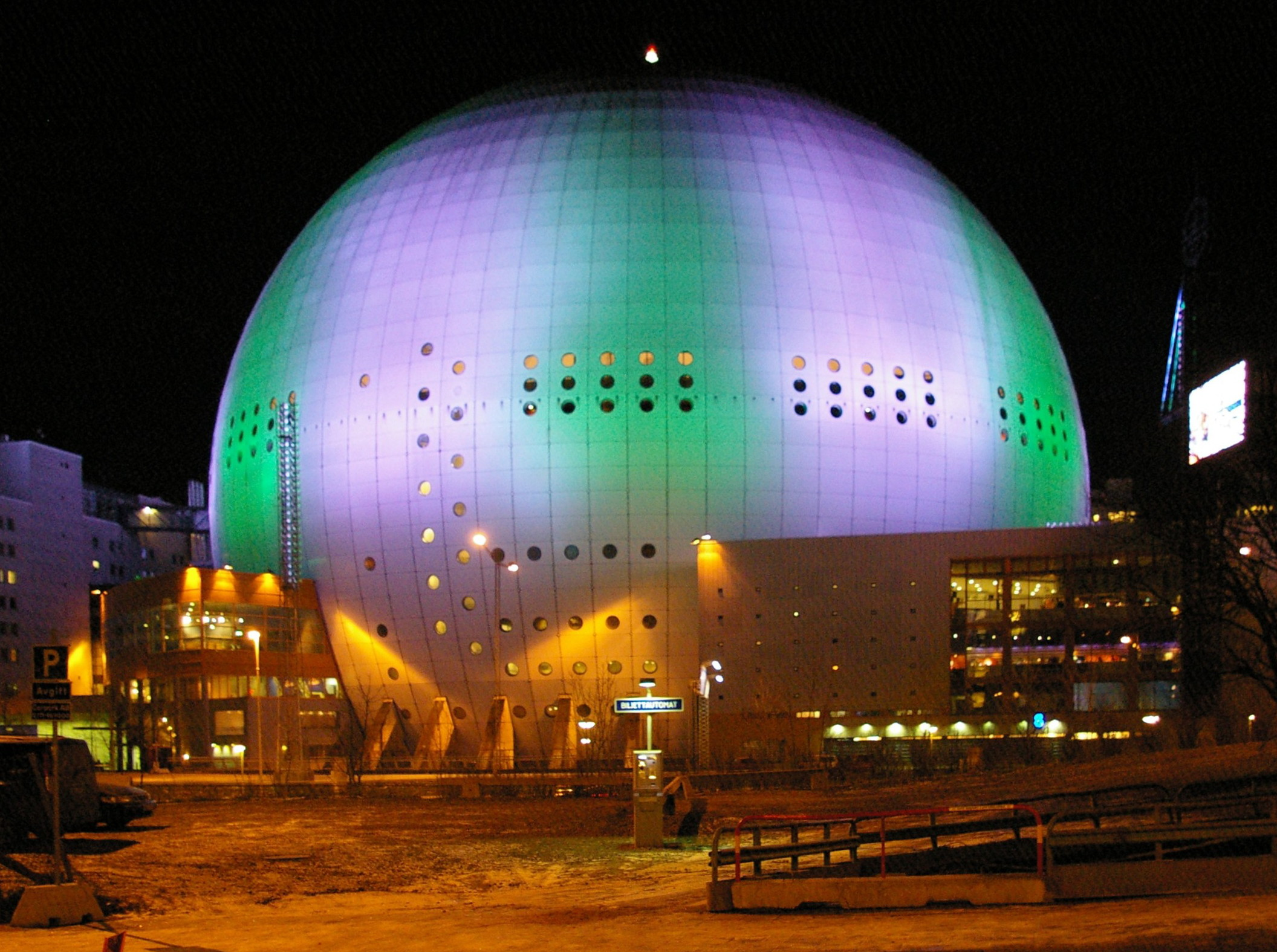
L'Ericsson Globe dove si svolsero gli europei indoor di Stoccolma 1996.

Nel 1996 ai campionati europei indoor di Stoccolma conquista il titolo europeo proprio grazie al suo ultimo lancio di finale a 20,50 m.
Con questo lancio riuscì infatti a scavalcare i due tedeschi Oliver-Sven Buder e Dirk Urban che videro così sfumare la medaglia d'oro.
Dopo aver conquistato il titolo in Coppa Europa ed il titolo nazionale all'aperto, si preparò a partecipare ai Giochi olimpici di Atlanta.
Al debutto in un'Olimpiade riuscì subito a qualificarsi per la finale con la miglior misura a 20,58 metri.
Giunto in finale, il lanciatore vicentino era riuscito addirittura a migliorarsi raggiungendo 20,65 m al suo secondo tentativo.
Durante quasi tutta la gara l'oro non si era mai allontanato da lui, anche se il risultato era lontano dalla miglior prestazione stagionale a 22,40 m di Randy Barnes.
Al termine dei primi tre lanci, i lanciatori che avevano conquistato la finale a otto erano: i tre americani Randy Barnes, John Godina e C.J. Hunter; lo jugoslavo Dragan Perić; il tedesco Oliver-Sven Buder; i due ucraini Oleksandr Bahač e Roman Virastyuk.
Al quarto lancio John Godina gettò il suo attrezzo a 20,64 m, a un centimetro dall'azzurro, che rispose subito con un 20,74.
Al turno successivo Godina raggiunse 20,79 metri sorpassandolo definitivamente.
Ma fu proprio all'ultimo turno che cambiò radicalmente la classifica con Barnes, che in quel momento era fuori dal podio, a lanciare a 21,62, di gran lunga il miglior lancio della finale, e Bahač che con un 20,75 raggiunse il bronzo relegando così l'atleta italiano in quarta posizione per un solo centimetro.
Ormai perso il podio, Dal Soglio ebbe ancora la forza di lanciare il suo peso sulla fettuccia dei 21 metri finendo però fuori dalla pedana.
In un'intervista al termine della gara, disse: 
(Paolo Dal Soglio)
Sul finire della stagione partecipò alla IAAF Grand Prix Final svoltasi questa volta a Milano. In questa manifestazione si classificò terzo con la misura di 21,13.

### Dai mondiali indoor di Parigi a quelli di Maebashi (1997-1999)
Nel 1997, ai campionati mondiali indoor di Parigi, dopo aver superato le qualificazioni in finale concluse senza misura in virtù dei suoi tre lanci nulli.
Durante la stagione all'aperto conquistò l'argento alle universiadi di Catania grazie ad un lancio a 20,01 metri.
Sempre lo stesso anno, questa volta ai Campionati mondiali di Atene raggiunse la finale ma non riuscì ad andare oltre al nono posto.
L'anno successivo dopo il nono posto degli europei indoor di Valencia ai Campionati europei di Budapest si classificò quinto a non molto dal bronzo vinto dall'ucraino Jurij Bilonoh.
Nel 1999 dopo il sesto posto ai mondiali indoor di Maebashi con la misura di 20,10, durante la stagione all'aperto ha raggiunto la seconda posizione in Coppa Europa e si è laureato campione mondiale militare.
Ad agosto, terminò la sua partecipazione ai campionati mondiali di Siviglia al turno di qualificazione concludendo solo sedicesimo.

### Dalle Olimpiadi di Sydney agli europei di Monaco (2000-2002)

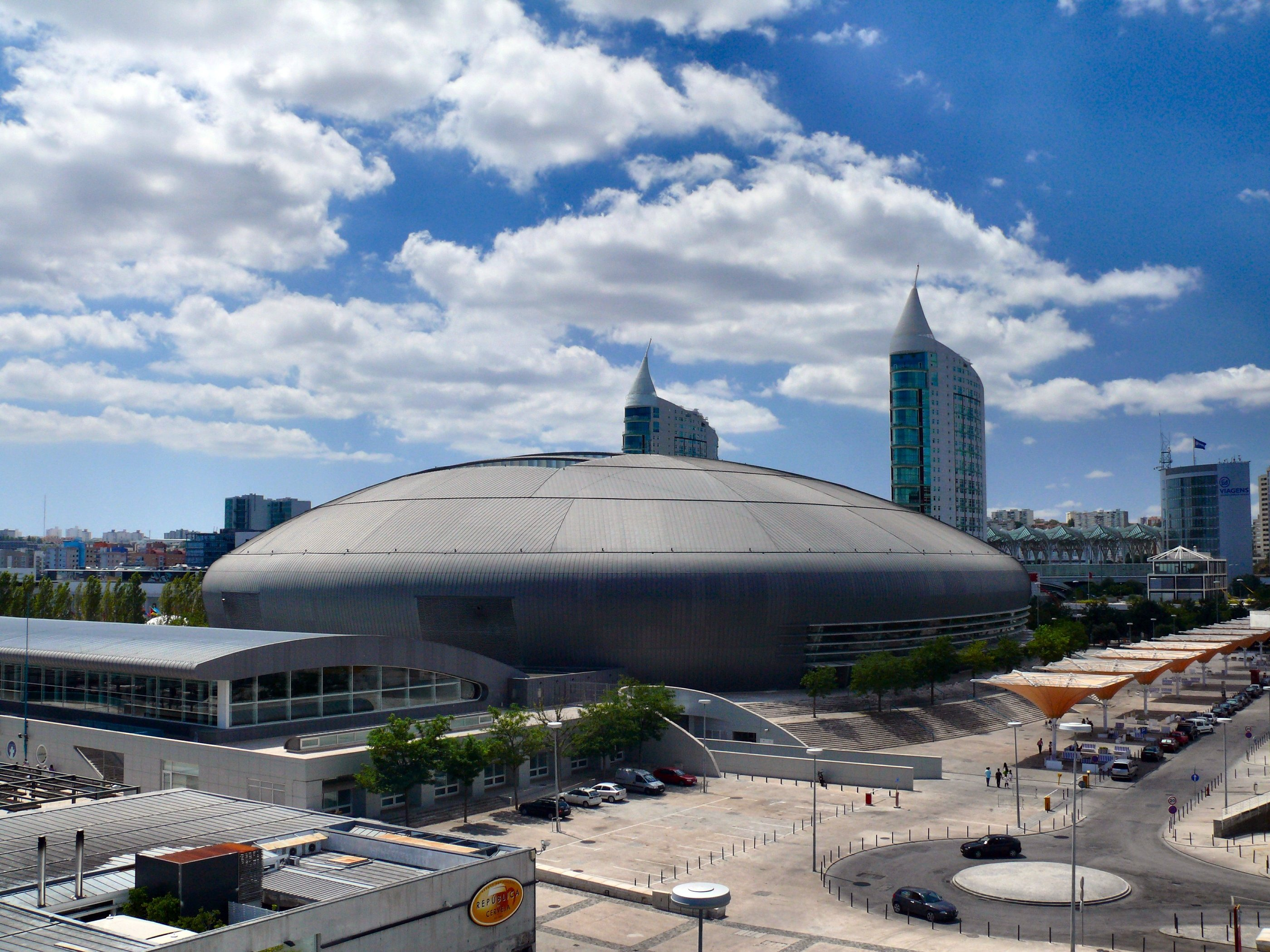
Il Pavilhão Atlântico dove si svolsero i mondiali indoor di Lisbona 2001.

Giunti nel nuovo millennio, dopo la delusione dei campionati europei indoor di Gand che lo videro eliminato nelle qualificazioni (decimo con 19,36) e dopo aver vinto ancora una volta la Coppa Europa con 19,99, alle Olimpiadi di Sydney non riuscì ad andare oltre al diciannovesimo posto fermandosi quindi al turno eliminatorio.
L'ennesima beffa arrivò nel 2001: ai Campionati mondiali indoor di Lisbona scivolò fuori dal podio proprio all'ultimo turno.
Dopo aver lanciato a 20,17 al quarto tentativo, risultato che lo piazzava in terza posizione, Timo Aaltonen e successivamente lo spagnolo Manuel Martínez lo superarono proprio al sesto turno di lanci, relegandolo così solo in quinta posizione.
Durante la stagione all'aperto raggiunse ottimi risultati concludendo secondo in Coppa Europa invernale di lanci con 19,96, terzo in Coppa Europa con 20,02 ed infine secondo ai Giochi del Mediterraneo con un lancio a 20,60 metri.
Anche il 2002 sarà un anno importante per l'atleta vicentino.
Dopo la delusione del tredicesimo posto agli europei indoor di Vienna, durante la stagione all'aperto vinse numerosi Meeting internazionali e conquistò ancora una volta la partecipazione alla IAAF Grand Prix Final di Parigi dove concluse sesto con 20,11.
Ad agosto rinunciò alla partecipazione ai Campionati europei di Monaco per stare vicino alla moglie Barbara che proprio in quei giorni avrebbe dato alla luce il suo secondo figlio.
Dopo questa rinuncia, nel mese di settembre, prese parte ai Mondiali Militari vincendo la medaglia d'argento con un lancio a 20,02, alle spalle del solo Ralf Bartels.

### Dai mondiali indoor di Birmingham alla mancata Olimpiade di Atene (2003-2004)
Durante la stagione indoor 2003, dopo aver conquistato il titolo nazionale indoor con la misura di 20,06, prese parte ai campionati mondiali indoor di Birmingham dove però concluse senza misura a causa dei suoi tre tentativi nulli.
Durante la stagione all'aperto raggiunse la sesta posizione in Coppa Europa con un lancio a 19,16 metri.
La sua miglior prestazione stagionale di 19,72, ottenuta a Padova il 6 luglio, non gli bastò per ottenere la partecipazione ai Campionati mondiali di Parigi.
Nel 2004, dopo aver conquistato il titolo nazionale al coperto non prese parte ai Campionati del mondo di Budapest.
Durante l'anno, oltre al titolo nazionale vinto con un lancio a 19,68, concluse quinto in Coppa Europa.
Il suo miglior risultato stagionale fu 20,19 metri ottenuto il 23 luglio a Pergine Valsugana, risultato nettamente più alto del minimo B fissato a 19,80 metri per la partecipazione ai Giochi olimpici di Atene.
La Federazione Italiana di Atletica Leggera decise però di non portare l'atleta vicentino perché non era riuscito a raggiungere il minimo A fissato a 20,30 m.
Dal Soglio tentò fino all'ultimo di raggiungere il minimo A superando più volte i 20 metri e gareggiando anche alla Fiera di Primiero dove sotto una pioggia inclemente raggiunse però solo la misura di 20,06 m.

### Lo stop (2005-2007)
Dal 2005 a causa di problemi fisici ebbe un forte calo delle prestazioni.
A causa di questi problemi in questo periodo non riuscì a superare neanche la misura di 19 metri.
In questi anni, a livello nazionale trovarono sempre più spazio altri pesisti come il forestale Marco Dodoni o il poliziotto Paolo Capponi che tra il 2005 ed il 2007 si divisero i titoli nazionali e i vertici della classifiche italiane.
Nel 2006 sarà addirittura molto vicino all'abbandono dell'attività e infatti salterà la parte finale della stagione 2006 e quasi tutta la stagione 2007.

### Il ritorno (2007-2016)
Sul finire del 2007, dopo alcuni anni opachi a causa di problemi fisici, è tornato alle competizioni con buone prestazioni a livello italiano sfiorando anche i 19 metri.
Nel 2008 riconquistò il titolo italiano al coperto con la misura di 18,61 impresa che però non riuscì a ripetere all'aperto dove invece concluse secondo alle spalle di Paolo Capponi.
Il 21 febbraio 2009 ai Campionati italiani assoluti indoor di Torino ha vinto il suo 23º titolo nazionale con la misura di 19,20.
Il 1º agosto 2009, ormai quasi quarantenne, ai Campionati italiani assoluti di atletica leggera di Milano, con la misura di 18,98 m per soli 2 cm non si laurea Campione italiano outdoor per l'undicesima volta lasciando il titolo al giovane Marco Di Maggio.
Dopo la recente partecipazione al Campionato europeo per nazioni che lo aveva visto undicesimo con 17,73, ha partecipato al DécaNation classificandosi sesto con la misura di 17,82 m.
Nel 2010 ai campionati italiani indoor di Ancona si è classificato terzo dietro a Marco Di Maggio ed al juniores Daniele Secci che proprio in questa gara ha superato il suo vecchio record nazionale indoor, della categoria juniores con l'attrezzo da 7,260 kg, portandolo da 17,69 a 18,38 metri.
Nella stagione all'aperto ai campionati italiani di Grosseto ha raggiunto il terzo posto con la misura di 18,00 m.
Il 20 febbraio 2011, ha conquistato la medaglia d'argento ai campionati italiani al coperto grazie ad un lancio a 17,82.
Nel maggio dello stesso anno è caduto anche il suo record nazionale juniores outdoor con l'attrezzo da 7,260 kg siglato a Mestre il 22 ottobre 1989 con un lancio a 18,23 metri battuto ancora una volta dal giovane Daniele Secci per soli quattro centimetri.
Il 25 giugno a Torino si laurea campione italiano per la 24ª volta alla soglia dei 41 anni, questo titolo giunge 7 anni dopo il suo ultimo titolo all'aperto.
Il 26 febbraio 2012, ha conquistato la medaglia d'oro ai campionati italiani assoluti indoor grazie ad un lancio a 18,78 metri.
Grazie alle buone prestazioni ottenute nella prima parte dell'anno ha ottenuto la convocazione alla Coppa Europa invernale di lanci raggiungendo così le 58 presenze in nazionale.
Giunto alla manifestazione, ha vinto il gruppo B con la misura di 18,84 m, concludendo undicesimo nella classifica generale.
Durante la stagione all'aperto conquista il suo ventiseiesimo titolo italiano.
Dopo una stagione 2013 senza grossi risultati, durante la stagione al coperto 2014, durante i campionati italiani, riesce a raggiungere la seconda posizione con la misura di 18,50 metri.
Grazie a questo risultato ottiene la convocazione in Coppa Europa invernale di lanci.
Concluderà la gara in ventunesima posizione con la misura di 17,77 metri, superato dal connazionale Daniele Secci, atleta che da qualche tempo sta seguendo a livello tecnico.
Nel 2015 sale ancora una volta sul podio ai Campionati Italiani Assoluti, dove conquista l'argento indoor e il bronzo outdoor.
Al termine di un 2016 senza gare, Dal Soglio decide di terminare la sua carriera agonistica alla Finale Oro dei C.d.S. su Pista Assoluti svolta a Cinisello Balsamo (MI). Chiude la gara al secondo posto con 17,18m, preceduto solo dal suo allievo Sebastiano Bianchetti.

## Record nazionali

### Master M35
- Getto del peso 7,260 kg indoor, 19,20 m ( Torino, 22 febbraio 2009)[27]

### Master M40
- Getto del peso 7,260 kg, 19,10 m ( Savona, 10 giugno 2012)[28]
- Getto del peso 7,260 kg indoor, 18,90 m ( Schio, 11 febbraio 2012)[27]

### Master M45
- Getto del peso 7,260 kg, 17,64 m ( Torino, 25 luglio 2015)[28]
- Getto del peso 7,260 kg indoor, 18,14 m ( Schio, 8 gennaio 2015)[27]

## Progressione

### Getto del peso outdoor
| Stagione | Risultato | Luogo             | Data       | Rank. Mond. |
| -------- | --------- | ----------------- | ---------- | ----------- |
| 2016     | 17,18 m   | Cinisello Balsamo | 25-9-2016  | -           |
| 2015     | 17,64 m   | Torino            | 25-7-2015  | -           |
| 2014     | 18,10 m   | Rovereto          | 19-7-2014  | -           |
| 2013     | 18,13 m   | Vicenza           | 29-9-2013  | 238º        |
| 2012     | 19,10 m   | Savona            | 10-6-2012  | 137º        |
| 2011     | 18,59 m   | Cles              | 25-8-2011  | 133º        |
| 2010     | 18,29 m   | Pergine Valsugana | 10-7-2010  | 185º        |
| 2009     | 19,18 m   | Pergine Valsugana | 25-7-2009  | 90º         |
| 2008     | 19,38 m   | Padova            | 31-8-2008  | 87º         |
| 2007     | 18,93 m   | Palermo           | 30-9-2007  | 125º        |
| 2006     | 18,05 m   | Modena            | 21-5-2006  | 200º        |
| 2005     | 18,66 m   | Cesenatico        | 12-6-2005  | 137º        |
| 2004     | 20,19 m   | Pergine Valsugana | 23-7-2004  | 40º         |
| 2003     | 19,72 m   | Padova            | 6-7-2003   | 51º         |
| 2002     | 20,86 m   | Riese Pio X       | 22-9-2002  | 13º         |
| 2001     | 20,86 m   | Cuneo             | 8-9-2001   | 11º         |
| 2000     | 20,75 m   | Rieti             | 3-9-2000   | 14º         |
| 1999     | 20,41 m   | Pretoria          | 29-1-1999  | 18º         |
| 1998     | 20,65 m   | Borgo Valsugana   | 31-7-1998  | 11º         |
| 1997     | 20,69 m   | Avezzano          | 24-8-1997  | 10º         |
| 1996     | 21,23 m   | Grosseto          | 11-9-1996  | 4º          |
| 1995     | 20,57 m   | Padova            | 16-7-1995  | 10º         |
| 1994     | 20,68 m   | Modena            | 5-10-1994  | 8º          |
| 1993     | 20,43 m   | Vicenza           | 3-4-1993   | -           |
| 1992     | 19,76 m   | Sheffield         | 5-6-1992   | 39º         |
| 1991     | 18,60 m   | Ponzano Veneto    | 23-6-1991  | 82º         |
| 1990     | 18,48 m   | Bologna           | 27-9-1990  | 102º        |
| 1989     | 18,23 m   | Mestre            | 22-10-1989 | -           |
| 1988     | 17,69 m   | Vicenza           | 4-10-1988  | -           |

### Getto del peso indoor
| Stagione | Risultato | Luogo      | Data      | Rank. Mond. |
| -------- | --------- | ---------- | --------- | ----------- |
| 2015     | 18,14 m   | Schio      | 8-1-2015  |             |
| 2014     | 18,50 m   | Ancona     | 23-2-2014 | 131º        |
| 2013     | 18,16 m   | Ancona     | 17-2-2013 | -           |
| 2012     | 18,90 m   | Schio      | 11-2-2012 | 82º         |
| 2011     | 17,82 m   | Ancona     | 20-2-2011 | 153º        |
| 2010     | 18,06 m   | Ancona     | 28-2-2010 | 138º        |
| 2009     | 19,20 m   | Torino     | 22-2-2009 | 47º         |
| 2008     | 18,61 m   | Genova     | 24-2-2008 | 75º         |
| 2006     | 18,14 m   | Ancona     | 21-5-2006 | 125º        |
| 2005     | 18,75 m   | Ancona     | 20-2-2005 | 65º         |
| 2004     | 19,52 m   | Schio      | 26-2-2004 | 35º         |
| 2003     | 20,15 m   | Genova     | 22-2-2003 | 17º         |
| 2002     | 20,62 m   | Genova     | 17-2-2002 | 7º          |
| 2001     | 20,46 m   | Torino     | 25-2-2001 | 8º          |
| 2000     | 20,08 m   | Genova     | 13-2-2000 | 16º         |
| 1999     | 20,46 m   | Genova     | 24-2-1999 | 9º          |
| 1998     | 20,44 m   | Genova     | 18-2-1998 | 12º         |
| 1997     | 21,03 m   | Genova     | 11-2-1997 | 3º          |
| 1996     | 20,70 m   | Genova     | 23-2-1996 | 1º          |
| 1995     | 19,44 m   | Barcellona | 10-3-1995 | 8º          |
| 1994     | 19,62 m   | Parigi     | 11-3-1994 | 8º          |
| 1993     | 20,65 m   | Genova     | 10-2-1993 | 7º          |
| 1992     | 18,16 m   | Genova     | 29-2-1992 | 14º         |

## Palmarès
| Anno | Manifestazione           | Sede                   | Evento           | Risultato | Prestazione | Note                          |
| ---- | ------------------------ | ---------------------- | ---------------- | --------- | ----------- | ----------------------------- |
| 1988 | Mondiali juniores        | Sudbury                | Lancio del disco | 15º       | 48,12 m     |                               |
| 1988 | Mondiali juniores        | Sudbury                | Getto del peso   | 14º       | 15,78 m     |                               |
| 1989 | Europei juniores         | Varaždin               | Getto del peso   | 6º        | 17,82 m     |                               |
| 1992 | Europei indoor           | Genova                 | Getto del peso   | 12º       | 18,16 m     |                               |
| 1993 | Mondiali indoor          | Toronto                | Getto del peso   | 5º        | 19,74 m     |                               |
| 1993 | Giochi del Mediterraneo  | Linguadoca-Rossiglione | Getto del peso   | Oro       | 20,22 m     |                               |
| 1993 | Universiadi              | Buffalo                | Getto del peso   | Argento   | 19,64 m     |                               |
| 1993 | Mondiali                 | Stoccarda              | Getto del peso   | 21º       | 18,68 m     |                               |
| 1994 | Europei indoor           | Parigi                 | Getto del peso   | 6º        | 19,62 m     |                               |
| 1994 | Europei                  | Helsinki               | Getto del peso   | 8º        | 19,15 m     |                               |
| 1995 | Mondiali indoor          | Barcellona             | Getto del peso   | 7º        | 19,44 m     |                               |
| 1995 | Mondiali                 | Göteborg               | Getto del peso   | 9º        | 19,38 m     |                               |
| 1996 | Europei indoor           | Stoccolma              | Getto del peso   | Oro       | 20,50 m     | Miglior prestazione personale |
| 1996 | Giochi olimpici          | Atlanta                | Getto del peso   | 4º        | 20,74 m     |                               |
| 1997 | Mondiali indoor          | Parigi                 | Getto del peso   | 12º       | NM          |                               |
| 1997 | Universiadi              | Catania                | Getto del peso   | Argento   | 20,01 m     |                               |
| 1997 | Mondiali                 | Atene                  | Getto del peso   | 9º        | 19,77 m     | [ 29 ]                        |
| 1998 | Europei indoor           | Valencia               | Getto del peso   | 9º        | 19,66 m     |                               |
| 1998 | Europei                  | Budapest               | Getto del peso   | 5º        | 20,50 m     |                               |
| 1999 | Mondiali indoor          | Maebashi               | Getto del peso   | 6º        | 20,10 m     |                               |
| 1999 | Mondiali                 | Siviglia               | Getto del peso   | 16º       | 19,48 m     |                               |
| 1999 | Giochi mondiali militari | Zagabria               | Getto del peso   | Oro       | 20,39 m     | Record dei Giochi             |
| 2000 | Giochi olimpici          | Sydney                 | Getto del peso   | 19º       | 19,39 m     |                               |
| 2001 | Mondiali indoor          | Lisbona                | Getto del peso   | 5º        | 20,17 m     |                               |
| 2001 | Giochi del Mediterraneo  | Tunisi                 | Getto del peso   | Argento   | 20,60 m     |                               |
| 2001 | Mondiali                 | Edmonton               | Getto del peso   | 12º       | 19,80 m     | [ 30 ]                        |
| 2002 | Europei indoor           | Vienna                 | Getto del peso   | 13º       | 19,44 m     |                               |
| 2002 | Mondiali militari        | Tivoli                 | Getto del peso   | Argento   | 20,02 m     |                               |

## Campionati nazionali
- 12 volte campione nazionale nel getto del peso (1994/1996, 1998/2004, 2011/2012)
- 14 volte campione nazionale indoor nel getto del peso (1993/1994, 1996/2004, 2008/2009, 2012)

1993
- Oro ai Campionati italiani assoluti indoor, getto del peso - 20,30 m

1994
- Oro ai Campionati italiani assoluti indoor, getto del peso - 19,52 m
- Oro ai Campionati italiani assoluti, getto del peso - 19,87 m

1995
- Oro ai Campionati italiani assoluti, getto del peso - 20,16 m

1996
- Oro ai Campionati italiani assoluti indoor, getto del peso - 20,70 m
- Oro ai Campionati italiani assoluti, getto del peso - 20,15 m

1997
- Oro ai Campionati italiani assoluti indoor, getto del peso - 20,47 m

1998
- Oro ai Campionati italiani assoluti indoor, getto del peso - 20,36 m
- Oro ai Campionati italiani assoluti, getto del peso - 19,91 m

1999
- Oro ai Campionati italiani assoluti indoor, getto del peso - 20,37 m
- Oro ai Campionati italiani assoluti, getto del peso - 19,88 m

2000
- Oro ai Campionati italiani assoluti indoor, getto del peso - 20,08 m
- Oro ai Campionati italiani assoluti, getto del peso - 20,53 m

2001
- Oro ai Campionati italiani assoluti indoor, getto del peso - 20,46 m
- Oro ai Campionati italiani assoluti, getto del peso - 20,09 m

2002
- Oro ai Campionati italiani assoluti indoor, getto del peso - 20,62 m
- Oro ai Campionati italiani assoluti, getto del peso - 20,40 m

2003
- Oro ai Campionati italiani assoluti indoor, getto del peso - 20,06 m
- Oro ai Campionati italiani assoluti, getto del peso - 19,48 m

2004
- Oro ai Campionati italiani assoluti indoor, getto del peso - 19,47 m
- Oro ai Campionati italiani assoluti, getto del peso - 19,68 m

2005
- Argento ai Campionati italiani assoluti indoor, getto del peso - 18,75 m
- Argento ai Campionati italiani assoluti, getto del peso - 18,57 m

2006
- Bronzo ai Campionati italiani assoluti indoor, getto del peso - 18,14 m

2007
- Argento ai Campionati italiani assoluti, getto del peso - 18,51 m

2008
- Oro ai Campionati italiani assoluti indoor, getto del peso - 18,61 m[31]
- Argento ai Campionati italiani assoluti, getto del peso - 18,62 m

2009
- Oro ai Campionati italiani assoluti indoor, getto del peso - 19,20 m
- Argento ai Campionati italiani assoluti, getto del peso - 18,98 m

2010
- Bronzo ai Campionati italiani assoluti indoor, getto del peso - 18,06 m
- Bronzo ai Campionati italiani assoluti, getto del peso - 18,00 m

2011
- Argento ai Campionati italiani assoluti indoor, getto del peso - 17,82 m
- Oro ai Campionati italiani assoluti, getto del peso - 18,58 m

2012
- Oro ai Campionati italiani assoluti indoor, getto del peso - 18,78 m
- Oro ai Campionati italiani assoluti, getto del peso - 18,70 m

2013
- Argento ai Campionati italiani assoluti indoor, getto del peso - 18,16 m
- Bronzo ai Campionati italiani assoluti, getto del peso - 17,73 m

2014
- Argento ai Campionati italiani assoluti indoor, getto del peso - 18,50 m
- Argento ai Campionati italiani assoluti, getto del peso - 18,10 m

2015
- Argento ai Campionati italiani assoluti indoor, getto del peso - 17,77 m
- Bronzo ai Campionati italiani assoluti, getto del peso - 17,64 m

## Altre competizioni internazionali
1993
- Argento in Coppa Europa ( Roma), getto del peso - 19,79 m

1994
- Oro in Coppa Europa ( Birmingham), getto del peso - 19,69 m
- 7º all'IAAF Grand Prix Final ( Parigi), getto del peso - 19,79 m

1995
- Bronzo in Coppa Europa ( Villeneuve d'Ascq), getto del peso - 19,80 m
- Oro al IX Meeting di Padova ( Padova), getto del peso - 20,57 m

1996
- Oro in Coppa Europa ( Madrid), getto del peso - 20,72 m
- Argento al Golden Gala ( Roma), getto del peso - 20,22 m
- Oro al X Meeting di Padova ( Padova), getto del peso - 20,98 m
- Oro al Zipfer Gugl Grand Prix ( Linz), getto del peso - 20,30 m
- Oro al Meeting Internazionale Città di Rieti ( Rieti, getto del peso - 21,00 m
- Bronzo all'IAAF Grand Prix Final ( Milano), getto del peso - 21,13 m

1997
- Oro al 5 Nazioni indoor ( Genova), getto del peso - 21,03 m

1998
- Bronzo al Meeting indoor di Atene ( Atene), getto del peso - 20,06 m
- Oro al 5 Nazioni indoor ( Genova), getto del peso - 20,44 m
- Argento al XII Meeting di Padova ( Padova), getto del peso - 19,73 m
- 6º al Zipfer Gugl Grand Prix ( Linz), getto del peso - 19,61 m
- 9º al Golden Gala ( Roma), getto del peso - 19,44 m
- Bronzo al Meeting Internazionale Città di Rieti ( Rieti), getto del peso - 20,56 m

1999
- Argento al 5 Nazioni indoor ( Genova), getto del peso - 20,46 m
- Argento in Coppa Europa ( Parigi), getto del peso - 19,38 m
- Oro al XIII Meeting di Padova ( Padova), getto del peso - 19,58 m
- Argento al Palio Città della Quercia ( Rovereto), getto del peso - 20,00 m

2000
- Oro nel Meeting Sparkassen indoor ( Stoccarda), getto del peso - 19,89 m
- 4º al Grande Premio Brasil Caixa de Atletismo ( Rio de Janeiro, getto del peso - 19,06 m
- 9º al Meeting Areva ( Parigi, getto del peso - 19,30 m
- 11º al Golden Gala ( Roma, getto del peso - 18,96 m
- Oro in Coppa Europa ( Gateshead), getto del peso - 19,99 m
- 6º al Meeting Athletissima ( Losanna, getto del peso - 19,45 m
- Oro al XIV Meeting di Padova ( Padova), getto del peso - 20,28 m
- Oro al Meeting Internazionale Città di Rieti ( Rieti, getto del peso - 20,75 m

2001
- Oro nel Meeting Sparkassen indoor ( Stoccarda), getto del peso - 19,95 m
- Argento nel Coppa Europa invernale di lanci ( Nizza), getto del peso - 19,96 m
- 5º al Golden Spike Ostrava ( Ostrava), getto del peso - 19,88 m
- Bronzo in Coppa Europa ( Brema), getto del peso - 20,02 m

2002
- 7º in Coppa Europa invernale di lanci ( Pola), getto del peso - 19,28 m
- Bronzo al Qatar Athletic Super Grand Prix ( Doha), getto del peso - 19,98 m
- 5º agli FBK-Games ( Hengelo), getto del peso - 19,98 m
- Bronzo alla Notturna di Milano ( Milano), getto del peso - 20,06 m
- 6º al Meeting de atletismo de Siviglia ( Siviglia), getto del peso - 20,02 m
- Bronzo in Coppa Europa ( Annecy), getto del peso - 19,87 m
- Oro al Meeting Arcobaleno ( Celle Ligure), getto del peso - 19,64 m
- Argento al Zagreb Grand Prix ( Zagabria), getto del peso - 20,37 m
- 4º al Meeting Raiffeisen ( Linz), getto del peso - 20,11 m
- Oro al Meeting di Viareggio ( Viareggio), getto del peso - 20,40 m
- Oro al XVI Meeting di Padova ( Padova), getto del peso - 20,61 m
- Oro al Meeting Internazionale Città di Rieti ( Rieti), getto del peso - 20,50 m
- 6º alla IAAF Grand Prix Final ( Parigi), getto del peso - 20,11 m

2003
- 6º in Coppa Europa indoor ( Lipsia), getto del peso - 18,99 m
- 5º al Meeting indoor di Atene ( Atene), getto del peso - 19,20 m
- 6º in Coppa Europa ( Firenze), getto del peso - 19,15 m
- 5º al XVII Meeting di Padova ( Padova), getto del peso - 19,72 m

2004
- 5º al Qatar Athletic Super Grand Prix ( Doha), getto del peso - 19,87 m
- 7º al Meeting Förderverein Brandberge ( Halle), getto del peso - 18,86 m
- 9º agli FBK-Games ( Hengelo), getto del peso - 18,99 m
- 5º in Coppa Europa ( Bydgoszcz), getto del peso - 19,84 m
- Bronzo al XVIII Meeting di Padova ( Padova), getto del peso - 19,79 m
- Oro al IX Meeting Città di Pergine ( Pergine Valsugana), getto del peso - 20,19 m

2007
- Oro ai Campionati italiani di società ( Palermo), getto del peso - 18,93 m[33]

2008
- 4º al XXII Meeting di Padova ( Padova), getto del peso - 19,38 m[34]

2009
- 11º all'Europeo per nazioni ( Leiria), getto del peso - 17,73 m
- Argento al XXIII Meeting di Padova ( Padova), getto del peso - 18,25 m
- 6º al DécaNation ( Parigi), getto del peso - 17,82 m
- Oro ai Campionati italiani di società ( Caorle), getto del peso - 18,49 m[35]

2010
- Oro in Coppa Italia ( Firenze), getto del peso - 17,81 m
- Oro al XV Meeting Città di Pergine ( Pergine Valsugana), getto del peso - 18,29 m

2011
- 5º al XVI Meeting Città di Pergine ( Pergine Valsugana), getto del peso - 18,54 m
- Oro ai Campionati italiani di società (Finale argento) ( Macerata), getto del peso - 18,40 m

2012
- 11º in Coppa Europa invernale di lanci ( Bar), getto del peso - 18,84 m
- Oro al I Meeting città di Savona ( Savona), getto del peso - 19,10 m
- Oro al XVII Meeting Città di Pergine ( Pergine Valsugana), getto del peso - 18,50 m

2013
- Argento al XXVI Memorial Giovanni Maria Idda ( Ponzano), getto del peso - 17,26 m
- 6º al XXVII Meeting di Padova ( Padova), getto del peso - 17,78 m

2014
- Argento al Trofeo Carla Sport ( Schio), getto del peso - 17,85 m
- 21º in Coppa Europa invernale di lanci ( Leiria), getto del peso - 17,77 m
- Argento al 23º Meeting città di Conegliano ( Conegliano), getto del peso - 17,23 m